# Haus Stübekamp 75
Das Haus Stübekamp 75 ist ein denkmalgeschütztes Reihenhaus in Hamburg-Ohlsdorf.

## Das Haus

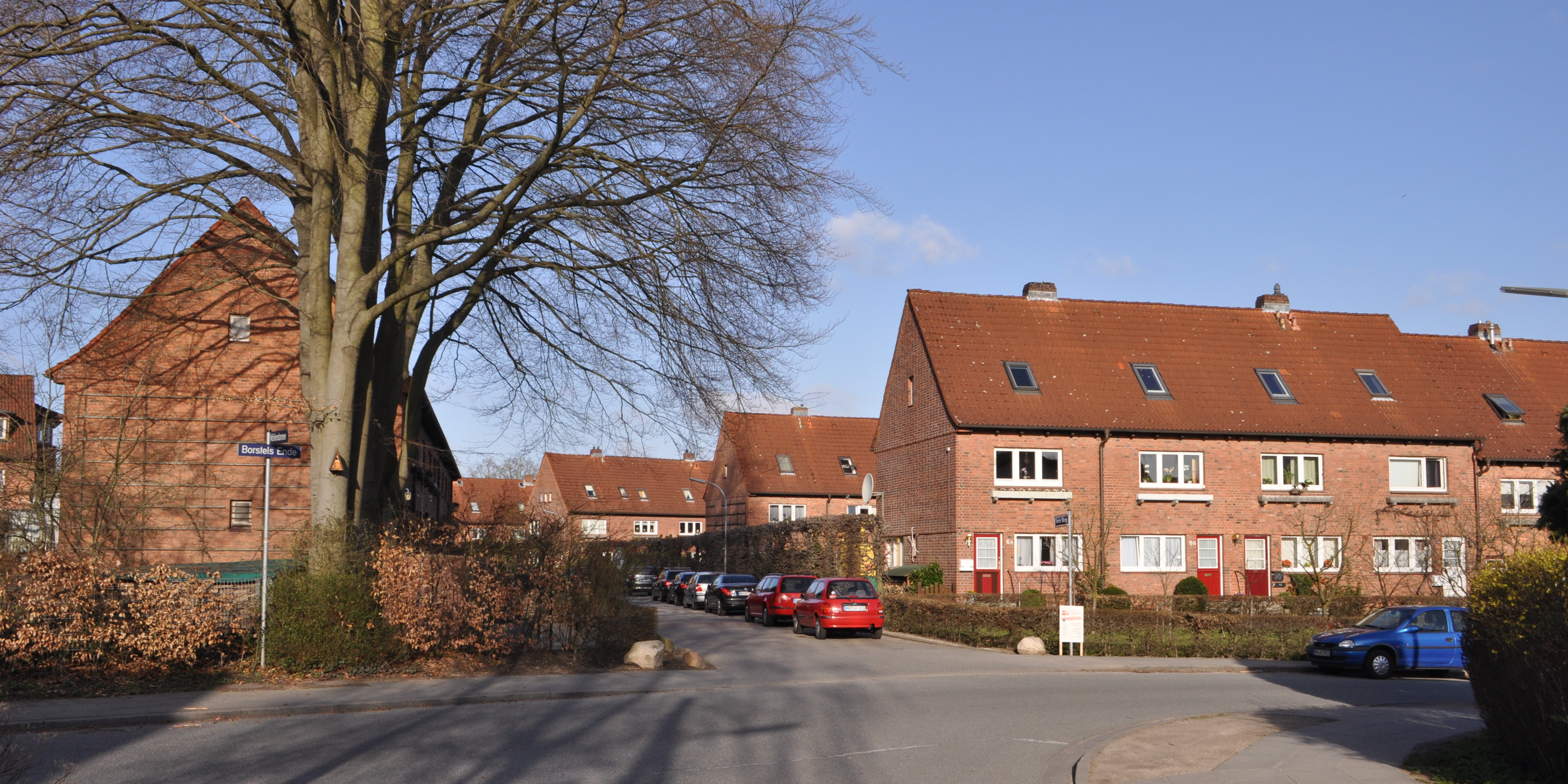
Die Frank’sche Siedlung in Klein Borstel

Das Mittelreihenhaus Stübekamp 75 wurde – wie die anderen Häuser am Stübekamp – zwischen 1935 und 1939 fertiggestellt. Es ist Bestandteil der Frank’schen Siedlung in Klein Borstel, einem Ortsteil von Hamburg-Ohlsdorf. Insgesamt gehören zu der Siedlung 550 Reihenhäuser. 1981 wurden sie unter Milieuschutz gestellt, im April 2011 unter Denkmalschutz.
Die Siedlung ist von dem freidemokratischen Sozialreformer und Architekten Paul Frank für sozial benachteiligte Familien entwickelt und gebaut worden. Mit Ausnahme der Endreihenhäuser besaßen alle Häuser den gleichen Grundriss.
Die einfachen Backsteingebäude stehen auf einer Grundfläche von jeweils vier Mal sieben Metern. Das Erdgeschoss war für Wohnzimmer und Küche gedacht. Die Deckenhöhe beträgt rund 2,20 Meter. Über eine schmale, steile Treppe ging es zum Obergeschoss mit Schlaf- und Kinderzimmer. Eine Leiter und eine Falltür führten zum ungedämmten Dachboden. Im Keller lag das einfache Bad mit Toilette und Metall-Waschbecken. Badewanne oder Dusche waren nicht vorgesehen. Die äußere Gestaltung der Häuser ist bis heute vorgeschrieben: bis hin zu den Farbanstrichen für Haustüren, Fenster und Geländer. Eternit-Blumenkästen sind Vorschrift. Markisen dürfen nur an der Rückseite angebracht werden.
Die 4 Meter breiten Gärten sollten der Selbstversorgung der Bewohner dienen. Vor allen Häusern wurden Kirschbäume gepflanzt. Wenn die Bäume eingehen, werden bis heute neue gepflanzt.

## Die Bewohner

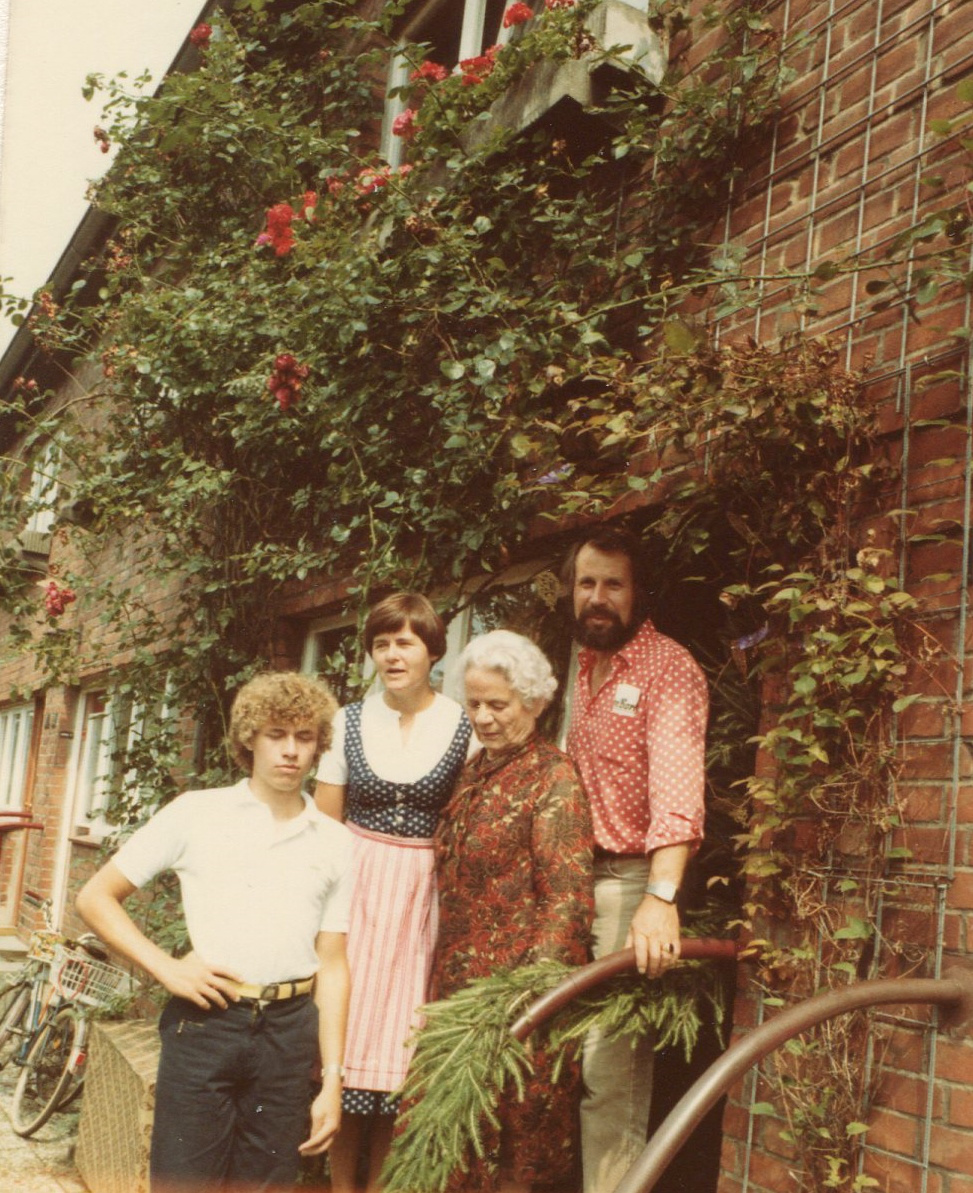
Drei Generationen unter einem Dach – Familie Lühr

Nach dem Unfalltod ihres Mannes, des Tischlers Walter Lühr, zog die alleinstehende Minna Lühr (* 1901) um 1936 in den Stübekamp ein. Sie ernährte sich und ihren kleinen Sohn Reinhard (* 1934) mit Heimarbeit als Schneiderin für das Kindermodengeschäft Hamburger Kinderstube. 1927 war Minna Lühr in die SPD eingetreten.
Sie konnte sich das Reihenhaus leisten wegen einer besonderen rechtlichen Konstruktion, mit denen die Häuser bedacht waren: Dauerwohnrecht. Danach wurden die Bewohner zwar nicht Eigentümer der Häuser, aber sie konnten von der Siedlungsgesellschaft nicht gekündigt werden, das Dauerwohnrecht durfte vererbt werden und wurde im Grundbuch verbrieft. Anstelle von Miete musste ein geringes Entgelt bezahlt werden. In besonders schlechten Zeiten trug ein Schlafbursche bei Lührs zum Einkommen bei. Das war seinerzeit nicht unüblich. Schlechte Zeiten brachen zum Beispiel an, als die Hamburger Kinderstube während des Krieges immer weniger Aufträge bekam und schließen musste. Die Schneiderin hielt sich mit Gelegenheitsarbeiten über Wasser, baute – wie alle Nachbarn – Kartoffeln und Gemüse im Garten an. Die Siedlung blieb im Krieg weitgehend unzerstört.
Sohn Reinhard absolvierte eine Tischlerlehre und wurde SPD-Mitglied. Ende der Fünfzigerjahre lernte er beim Tanztee im Hotel Tomfort seine spätere Frau Gerda aus Cuxhaven kennen (* 1934), Stationshilfe im Krankenhaus Ochsenzoll. Sie zog mit in das Reihenhaus am Stübekamp. Der Umzug war unkompliziert: ihr Hab und Gut konnte mit dem Fahrrad transportiert werden. Damals galt noch der Kuppelei-Paragraph. Danach machten sich beispielsweise auch Eltern strafrechtlich schuldig, die ihren Kindern Kontakt mit möglichen Sexualpartnern im elterlichen Haus erlaubten. Reinhard und Gerda wohnten daher zunächst in unterschiedlichen Stockwerken. Sie heirateten standesamtlich. Das Ehepaar blieb auch nach der Geburt von Sohn Matthias im Mai 1965 im Stübekamp wohnen, Minna Lühr überließ ihrer Schwiegertochter, die inzwischen auch in die SPD eingetreten war, die Haushaltsführung.

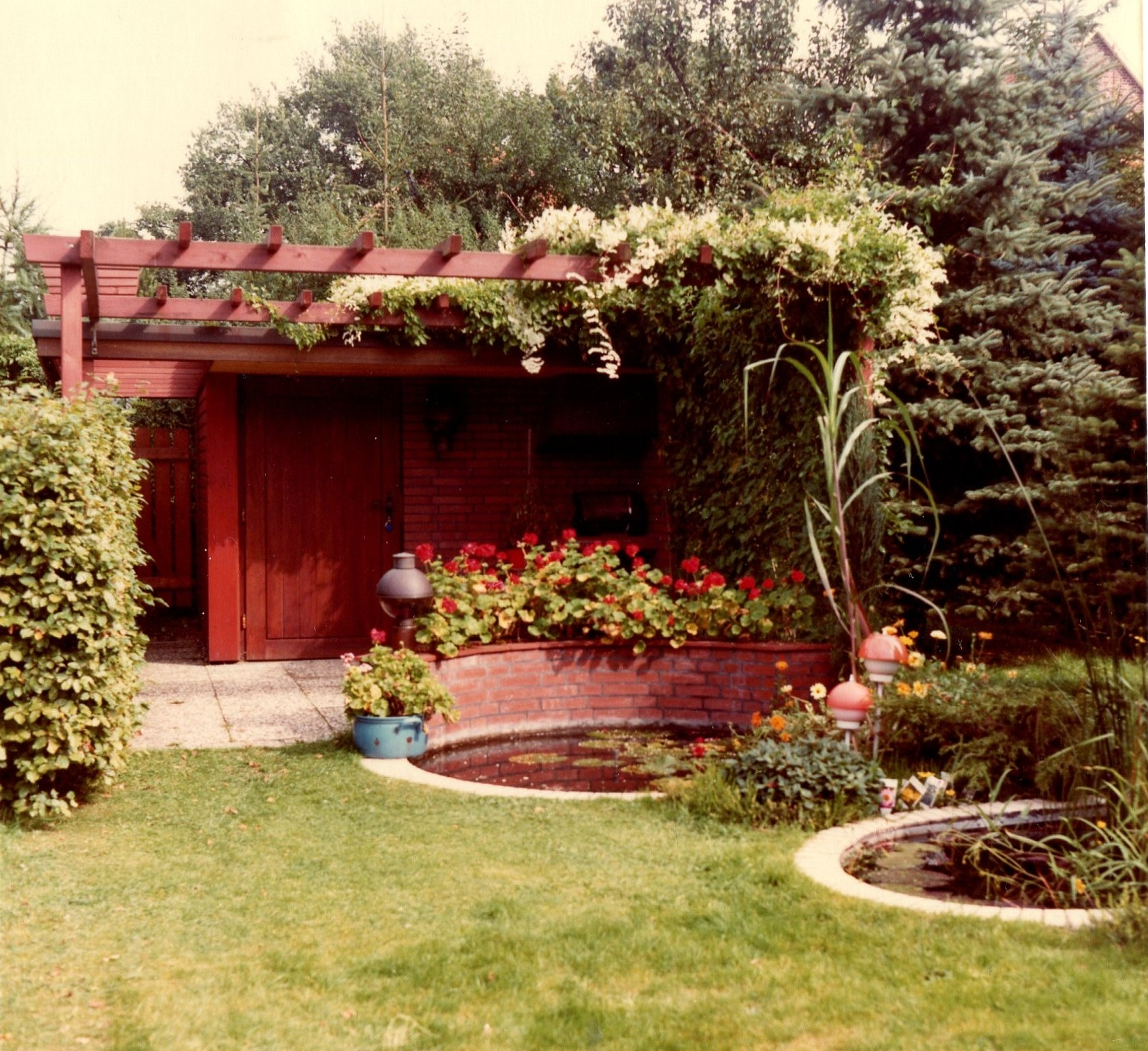
Das selbstgebaute Gartenhaus

 Reinhard Lühr modernisierte das kleine Reihenhaus kontinuierlich, baute zwei Mal ein gekacheltes Bad und einen Partyraum in den Keller, erneuerte die Küche mehrmals und baute den Spitzboden aus. Bei der Firma Paul Hammers stieg er zum Bauleiter auf.

## Politisches
Minna Lühr strebte keine Funktion in ihrer Partei an, nahm aber regelmäßig Anteil. Sie trug bis ins hohe Alter Flugzettel für den Ortsverein aus, beteiligte sich an der Arbeitsgemeinschaft sozialdemokratischer Frauen und der Arbeiterwohlfahrt. Im Bürgerschaftswahlkampf 1971/72 zimmerte Sohn Reinhard Plakatträger für den Ortsverein. Mit anderen Klein Borstelern setzte er sich für den Erhalt der Frank’schen Siedlung ein und wurde im Juni 1972 Mitglied im Ortsausschuss Fuhlsbüttel der Bezirksversammlung Hamburg-Nord. 1993 stritt die Familie in einer Bürgerinitiative für den Erhalt der Postfiliale in Klein Borstel. Matthias wurde der erste Abiturient der Familie und studierte, nach eine Lehre bei der Lufthansa, Wirtschaftsingenieur.
In den 70er Jahren erreichte die Siedlungsgesellschaft nach größerer politischer Auseinandersetzung, dass die für sie unrentablen Reihenhäuser von den Bewohnern gekauft und auch weiterverkauft werden konnten. Lange stritt Reinhard Lühr in einer Bürgerinitiative gegen die Veränderung. Die meisten Klein-Borsteler kauften ihr Haus.

## Die letzten Jahre

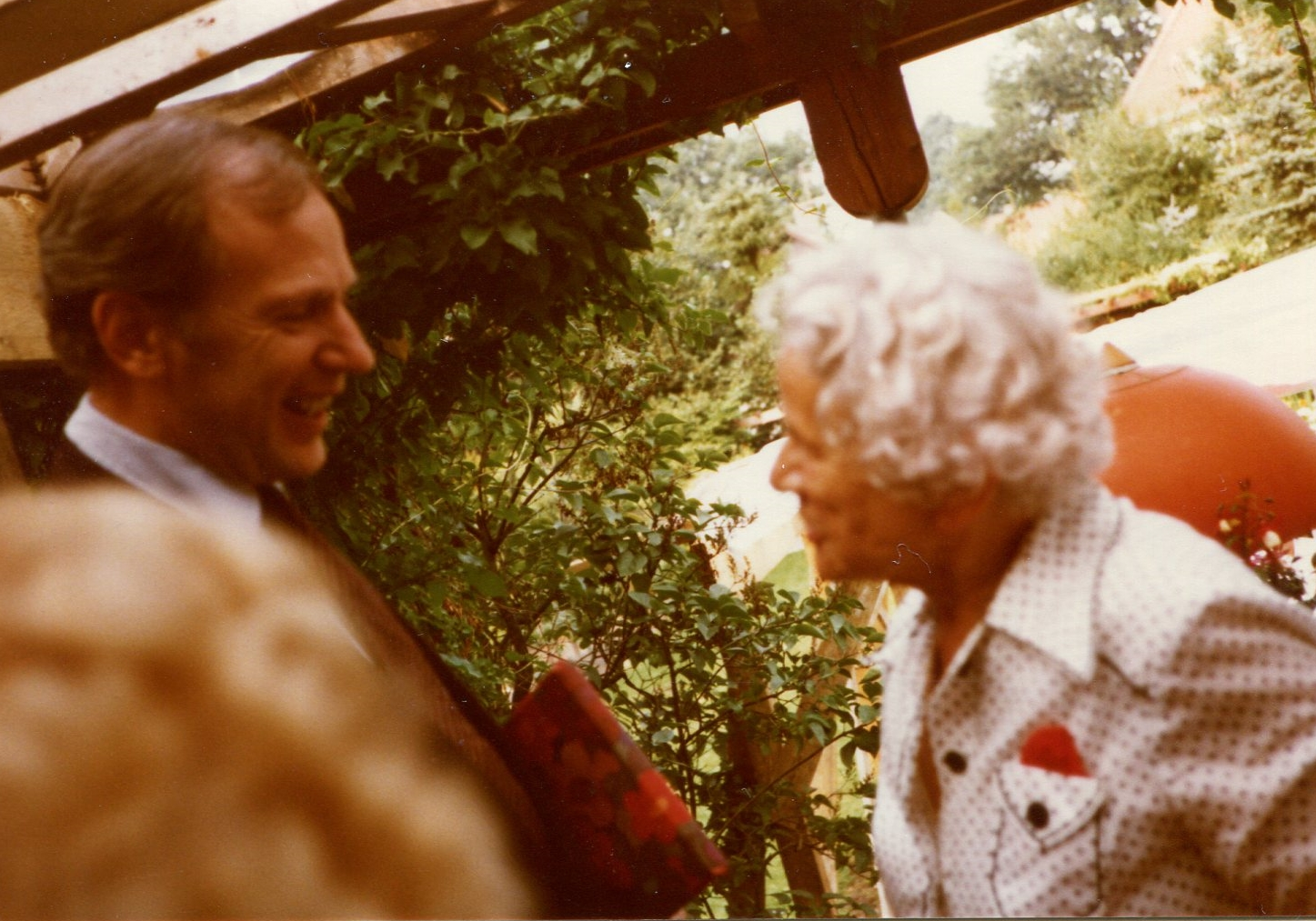
Bürgermeister Klaus von Dohnanyi gratulierte Minna Lühr zum Geburtstag

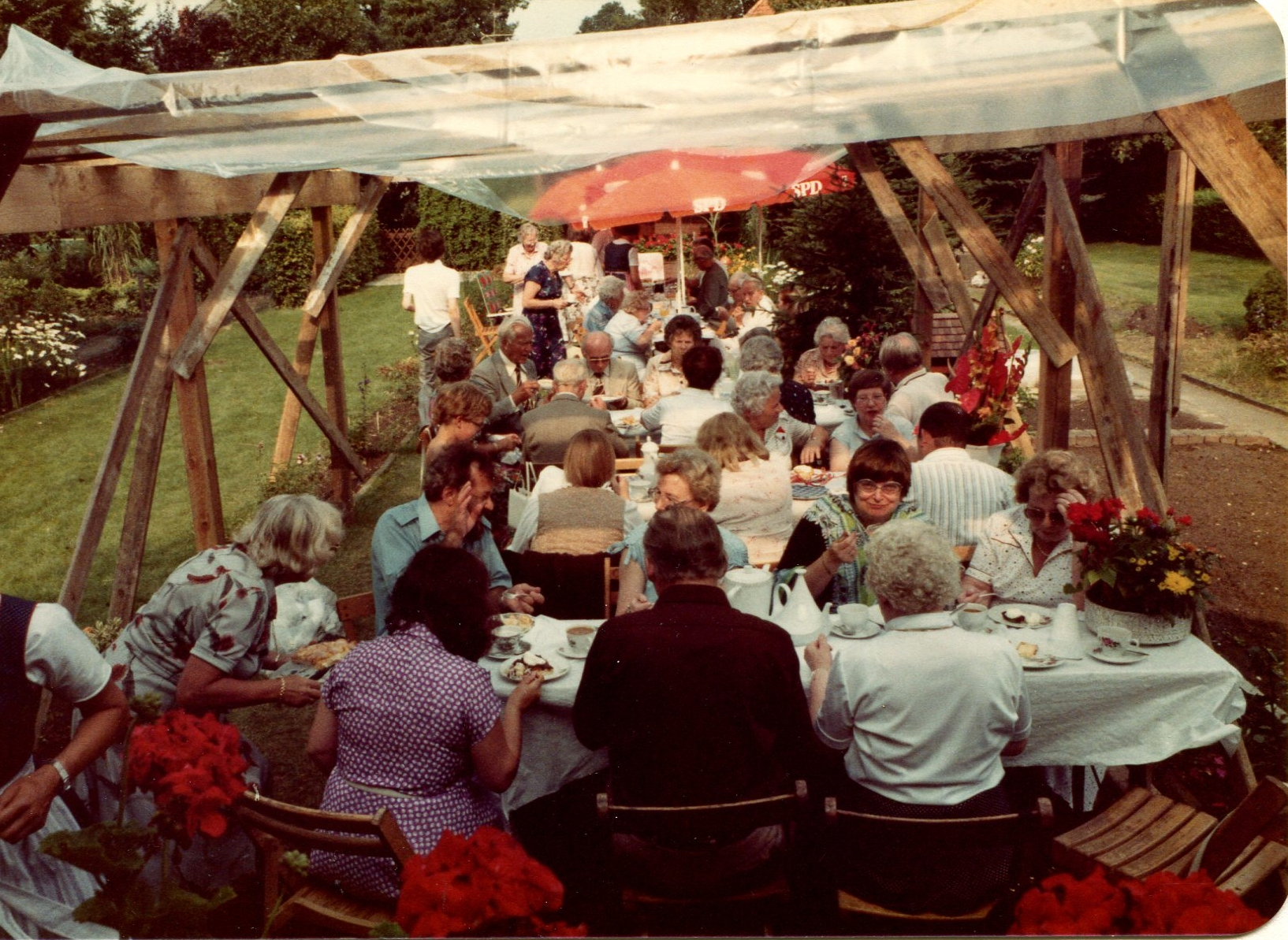
Feier mit rund 80 Gästen im 4 Meter breiten Garten

Als Minna Lühr ihren 80. Geburtstag feierte, fanden über 80 Gäste im schmalen Reihenhausgarten Platz. Neben Freunden und Nachbarn gratulierten auch Hamburgs Erster Bürgermeister und weitere politische Prominenz.
Im Jahr 1990 starb Minna Lühr im Alter von 88 Jahren. Ihr Sohn Reinhard starb 2001 mit 67 an Krebs.
Minnas Enkel Matthias zog in den 90ern aus und Reinhards Frau Gerda lebt seitdem alleine in dem Haus.